# Béatrice Longuenesse
Béatrice Longuenesse est une professeur de philosophie née en France en 1950, qui émigre en 1993 aux États-Unis, où elle enseigne en 2014 à l'Université de New York. Son travail se concentre sur Emmanuel Kant, Hegel, et la philosophie de l'esprit et du langage,. Elle est membre de l'Académie américaine des arts et des sciences. Elle est l'une des plus éminentes spécialistes actuelles de Kant, et ses travaux ont généré d'importantes discussions sur des aspects négligés de son œuvre.

## Domaines de recherche

### La philosophie critique de Kant
Béatrice Longuenesse est connue pour son travail sur la théorie kantienne du jugement, qui, selon elle, est la colonne vertébrale essentielle des arguments centraux de système critique de Kant. Son premier livre sur Kant, Kant et le Pouvoir de Juger a été publié en français, puis traduit en anglais dans une version revue et augmentée  Kant and the Capacity to Judge. Le livre a été largement discuté  et a suscité un renouveau d'intérêt pour la logique de Kant , pour sa vision sur le  rôle de l'imagination dans la perception et  la cognition, et pour les explications de Kant sur la genèse de ses  concepts.   Le travail de B. Longuenesse relie le point de vue de Kant aux débats contemporains en philosophie de l'esprit, par exemple autour de la question du contenu conceptuel ou non conceptuel de la perception et de la nature des règles s'ensuivant. Les réponses de B. Longuenesse aux discussions suscitées par son livre ont été publiés dans de nombreux articles, dont certains ont été inclus dans son deuxième livre sur Kant, Kant on the humain standpoint (2005).  Ce livre développe son interprétation de la théorie kantienne de jugement et l'examen de son rôle dans la philosophie de Kant sur la nature, la philosophie morale et la théorie esthétique.

### Science de la logique de Hegel
Avant de commencer son travail systématique sur Kant, Longuenesse a écrit et publié sur Hegel. Dans Hegel et la Critique de la Métaphysique, elle fait valoir que Science de la logique doit être lu comme une radicalisation de la logique transcendantale de Kant. Pour Hegel comme pour Kant, les catégories de la métaphysique traditionnelle sont des formes universelles de la pensée plutôt que des représentations de propriétés intrinsèques des choses censées être indépendantes de l'activité de la pensée. À l'inverse de Kant, cependant, Hegel affirme que cette qualification des catégories de la métaphysique n'implique pas que nous n'ayons aucune connaissance des choses telles qu'elles sont en elles-mêmes. Dans ses articles les plus récents, dont certains sont réunis dans la version anglaise de son livre, B. Longuenesse explore davantage les différences entre les points de vue respectifs de Hegel et de Kant sur la nature des concepts, des jugements et des conclusions. Elle énonce les conséquences de ces vues comme une évaluation des possibilités et des limites de la métaphysique.

### Philosophie de l'esprit et conscience de soi
Au-delà  de l'histoire de la philosophie moderne, les travaux récents de B. Longuenesse se sont élargis à la philosophie contemporaine de l'esprit et du langage, avec des liens avec la psychologie et les neurosciences. Son travail se concentre sur la nature de la conscience de soi et de son rapport à l'utilisation du pronom à la première personne, « je »  dans la langue et dans la pensée. Elle fait valoir que nos usages du «je» dépendent de deux types fondamentaux de la conscience de soi : la conscience de soi en tant que sujet (lorsque nous nous livrons à une activité mentale apte à générer et évaluer des raisons pour nos croyances et nos actions) ; et la conscience de soi en tant qu'objet (comme entité incarnée). S'appuyant sur des observations de Gareth Evans dans The Varieties of Reference, et qu'elle assimile à des cas d'immunité aux erreurs d'identification, elle relève qu'un aspect important de l'héritage de Kant est d'avoir clairement distingué ces deux types de conscience de soi et d'avoir considéré le premier comme fondamental dans les usages du «je». Elle fait la même analyse pour Wittgenstein. Son travail s'appuie à la fois sur la philosophie continentale et la philosophie analytique, dont elle conteste qu'elles soient en opposition. Ses réflexions sur ce sujet sont convoquées dans des approches interdisciplinaires, à côté de celles de linguistes, philosophes du langage, et neuroscientifiques.